# Voelbare warmte
Voelbare warmte is warmte die een stijging in temperatuur veroorzaakt, maar volume en druk gelijk houdt. Het wordt gebruikt in contrast met latente warmte: een systeem ondergaat bij toevoeging van warmte geen temperatuurverhoging, maar in plaats daarvan meestal een faseovergang. Wanneer men water bijvoorbeeld kookt, zal de temperatuur gelijk blijven tot alle water is verdampt.
De voelbare warmte kan berekend worden door de temperatuurverandering maal de massa en de specifieke warmtecapaciteit te doen. In formuleform:
{\displaystyle Q_{voelbaar}=mc\Delta T\,.}
In de meteorologie wordt de term voelbare warmteflux gebruikt om de convectieve warmteflux van het Aardoppervlakte naar de atmosfeer te beschrijven.